# E@I
E@I (вимовляється е че і) — політично нейтральна, недержавна молодіжна організація.

## Історія
Основана на базі діяльності міжнародної групи, що займалася інтернет-проєктами й під цією назвою існувала з 1999 року без офіційної реєстрації. Зареєстрована в 2005 році.

## Етимологія назви
Буква «E» означає, що організація займається освітою (есп. Edukado). У ширшому сенсі, йдеться про: ефективність (есп. Efikeco), есперанто (нім. Esperanto), розвиток (есп. Evoluo), Європа (есп. Eŭropo).
Буква «I» вказує на те, що організація займається сучасними засобами зв'язку, зокрема, Інтернетом. У ширшому контексті йдеться також про: Інтеркультуру (нім. Interkulturo), інформацію (есп. Informo), ідею (есп. Ideo), натхнення (есп. Inspiro).
Знак «@» означає синергетичний ефект цих двох концепцій, в результаті якого можливо зробити міжнародне спілкування швидким і легким.
Таким чином, скорочену назву можна трактувати як Edukado @ Interreto (освіта в інтернеті), але у зв'язку з багатозначністю букв E та I використовується тільки скорочена назва — E @ I.
Бачення E@I полягає у мирному і гармонійному світі, громадяни якого легко й швидко можуть спілкуватися в будь-якій точці планети.

## Основні цілі
Організація має кілька основних цілей:
- заохочувати міжкультурне навчання та міжнародне співробітництво і спілкування;
- підтримувати вивчення і використання мов і інтернет-технологій;
- допомагати виконанню Хартії ООН і Декларації Прав Людини.

Для досягнення цих цілей E@I запускає та підтримує проєкти, пов'язані з міжнародним співробітництвом молоді, організовує освітні та культурні заходи, спрямовані на досягнення заявлених цілей, інформує про важливість і користь безперешкодного міжнародного спілкування.
Одне з основних напрямів діяльності E@I — семінари, на яких активісти тренуються і набувають досвіду різноманітного співробітництва та використання Інтернету.

## Адреса
Організація була заснована і займається основною діяльністю в Словаччині.